# 251 (число)
Вижте пояснителната страница за други значения на 251.
251 (двеста петдесет и едно) е просто, естествено, цяло число, следващо 250 и предхождащо 252.
Двеста петдесет и едно с арабски цифри се записва „251“, а с римски – „CCLI“. 251 е на 54-то място в реда на простите числа (след 241 и преди 257). Числото 251 е съставено от три цифри от позиционните бройни системи – 2 (две), 5 (пет), 1 (едно).

## Общи сведения
- 251 е нечетно число.
- 251-вият ден от невисокосна година е 8 септември.
- 251 е година от Новата ера.